# Chantal Chaudé de Silans
Chantal Chaudé de Silans (ur. 9 marca 1919 w Wersalu, zm. 5 maja 2001 w Grasse) – francuska szachistka, mistrzyni międzynarodowa od 1950 roku.

## Kariera szachowa
Mając 14 lat zdobyła pierwszy tytuł mistrzyni Francji. W latach 50. XX wieku należała do najlepszych szachistek świata. Na przełomie 1949 i 1950 uczestniczyła w Moskwie w turnieju o mistrzostwo świata, zajmując VII miejsce. W kolejnych latach trzykrotnie startowała w turniejach pretendentek: 1952 (Moskwa, IX m.), 1955 (Moskwa. XII m.) i 1961 (Vrnjačka Banja, XII m.). 
W historii szachów zapisała się jako pierwsza kobieta, która uczestniczyła w męskiej olimpiadzie szachowej. Zdarzenie to miało miejsce w 1950 w Dubrowniku, gdzie wystąpiła na I szachownicy rezerwowej i zdobyła 1½ pkt w 6 partiach. Po raz drugi w turnieju olimpijskim zagrała w roku 1957 w Emmen, występując na I szachownicy reprezentacji kobiecej.
W 1951 odniosła duży sukces, zajmując w finale indywidualnych mistrzostw Francji mężczyzn III miejsce (za Maurice'em Raizmanem i Rogerem Danielem) i zdobywając brązowy medal.